# Zoë Akins

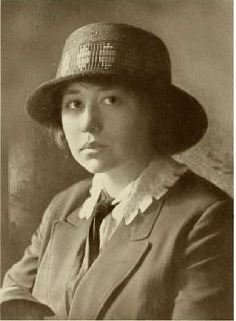
Zoë Akins, 1914

Zoë (Zoe) Akins (* 30. Oktober 1886 in Humansville, Missouri; † 29. Oktober 1958 in Los Angeles) war eine US-amerikanische Drehbuchautorin und Dramatikerin, die für ihr Theaterstück The Old Maid 1935 den Pulitzer-Preis für Theater erhielt.

## Leben
Zoë Akins besuchte das Monticello Seminary in Godfrey sowie die Hosmer Hall High School in St. Louis und war danach als Schauspielerin in New York City tätig.
Nach der Herausgabe der Anthologie Interpretations (1912) veröffentlichte sie 1914 mit Papa ihr Dramadebüt und konzentrierte sich danach auf das Schreiben von Bühnenwerken. Zu ihren bekanntesten Stücken zählt das Gesellschaftsmelodram Déclassée (1919) sowie Daddy’s Gone A-Hunting (1921), einem sentimentalen Porträt einer nachlassenden Ehe. 1929 erreichte sie weite Bekanntheit mit ihrem Theaterstück The Greeks Had a Word For It, einer Komödie über die Ziegfeld Follies.  Am 13. März 1932 heiratete sie den Bühnenbildner Hugo Cecil Levinge Rumbold, der jedoch noch im gleichen Jahr verstarb.
Ihren größten Erfolg hatte sie mit The Old Maid (1934), der Adaption eines Romans von Edith Wharton, für das sie 1935 den Pulitzer-Preis für Theater erhielt.
Daneben war sie eine bekannte Drehbuchautorin und verfasste die Drehbücher für Filme wie Once a Lady von Guthrie McClintic (1931) sowie Girls About Town (1931), Christopher Strong (1933), Die Kameliendame (1936) und Desire Me (1947), die alle unter der Regie von George Cukor entstanden.
Zuletzt erschienen ihre Romane Forever Young (1941) sowie Cake upon the Water (1951).